# Craigievar Castle

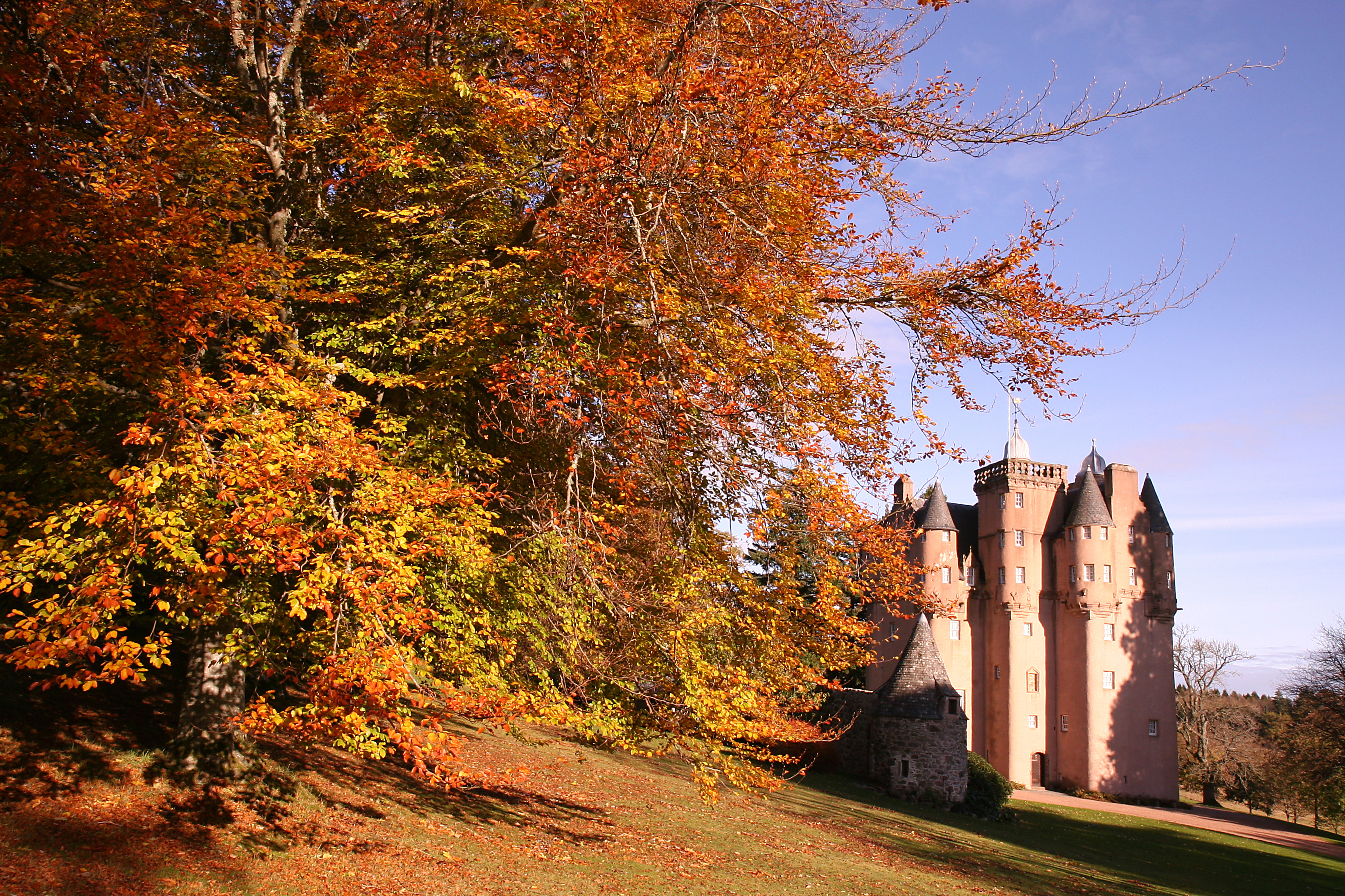
Craigievar Castle in het herfstseizoen

Craigievar Castle is een Schots kasteel, gelegen aan de rivier Dee. Het kasteel wordt voor het eerst in 1457 genoemd in een statuut, waarin het als eigendom van de Mortimer-clan wordt vermeld. Dit statuut is heden ten dage nog in het kasteel te bezichtigen.
Craigievar is in tegenstelling tot andere burchten uit haar tijd 'verticaal' gebouwd, hetgeen wil zeggen dat op een relatief klein grondoppervlak een relatief hoog gebouw is neergezet. Craigievar House beslaat drie etages, de hoofdtoren vier. Het grootste deel van het bouwwerk zoals dat tegenwoordig bestaat stamt uit het einde van de zestiende eeuw.
Nadat de Mortimers het kasteel wegens financiële problemen moesten verkopen, werd William Forbes, de broer van de aartsbisschop van Aberdeen, de nieuwe eigenaar. De Forbes woonden ruim vierhonderd jaar in het kasteel.
In 1963 kwam het slot onder beheer van de National Trust for Scotland, een stichting die zich bezighoudt met het behoud van cultureel en historisch erfgoed in Schotland.